# Pins and Needles
Albums de The Birthday Massacre
Show and Tell (album de The Birthday Massacre)
(2007) Imaginary Monsters (EP)
Pins and Needles est le quatrième album studio du groupe de rock électronique canadien The Birthday Massacre, sorti le 14 septembre 2010.
Un clip vidéo a été réalisé par M.Falcore et Rodrigo Gudiño (Rue Morgue) pour la chanson In The Dark, premier single de l'album.

## Listes des chansons
| No  | Titre            | Durée |
| --- | ---------------- | ----- |
| 1.  | In the Dark      | 3:42  |
| 2.  | Always           | 4:11  |
| 3.  | Pale             | 3:58  |
| 4.  | Control          | 3:20  |
| 5.  | Shallow Grave    | 3:47  |
| 6.  | Sideways         | 3:25  |
| 7.  | Midnight         | 3:43  |
| 8.  | Pins and Needles | 4:19  |
| 9.  | Two Hearts       | 3:20  |
| 10. | Sleepwalking     | 3:49  |
| 11. | Secret           | 4:23  |

## Musiciens
- Chibi - chant
- Rainbow - guitare, synthétiseur, chœurs
- Michael Falcore - guitare, synthétiseur
- Rhim - batterie
- O.E - basse, chœurs
- Owen - claviers